# Igor Duljaj
Igor Duljaj (szerb cirill betűkkel Игор Дуљај; Topola, 1979. október 29. – ) szerb válogatott labdarúgó, edző.

## Pályafutása

### Klubcsapatban
1997-ben a Partizan együttesében kezdte a pályafutását, melynek színeiben három bajnoki címet szerzett. 2004-ben Ukrajnába igazolt a Sahtar Doneck csapatához, ahol 2010-ig játszott és négy bajnokságot nyert. 2010 és 2014 között a PFK Szevasztopol játékosa volt.

### A válogatottban
2002 és 2006 között 35 alkalommal szerepelt a szerb-montenegrói válogatottban. Részt vett a 2006-os világbajnokságon, ahol a Hollandia, az Argentína és az Elefántcsontpart elleni csoportmérkőzésen is kezdőként lépett pályára.
2006 és 2007 között 12 mérkőzésen lépett pályára a szerb válogatottban.

### Edzőként
2016 és 2019 között a Sahtar Doneck, 2019 és 2022 között a FK Partizan együttesénél dolgozott segédedzőként. 2023-ban kinevezték a Partizan vezetőedzőjének.

## Sikerei, díjai
FK Partizan
- Jugoszláv bajnok (3): 1998–99, 2001–02, 2002–03
- Szerbia és Montenegró-i kupagyőztes (2): 1997–98, 2000–01

Sahtar Doneck
- Ukrán bajnok (4): 2004–05, 2005–06, 2007–08, 2009–10
- Ukrán kupagyőztes (2): 2003–04, 2007–08
- Ukrán szuperkupagyőztes (2): 2005, 2008
- UEFA-kupa (1): 2008–09